# Tagarcultuur
De Tagarcultuur (Russisch: Тагарская культура) was een bronstijd-cultuur die tussen de 9e en de 3e eeuw v.Chr. bloeide in Zuid-Siberië (Republiek Chakassië, zuidelijke deel van kraj Krasnojarsk, oostelijke deel van de oblast Kemerovo). De cultuur is vernoemd naar een eiland in de rivier de Jenisej tegenover Minoesinsk. De beschaving was een van de grootste centra van bronsproductie in Eurazië.
De Tagarstammen worden beschreven als europiden, die met name overeenkomsten tonen met de Noord-Pontische Scythen. Ze woonden in houten kuilwoningen verwarmd door klei-ovens en grote haarden. Sommige nederzettingen werden omringd door vestingwerken. Ze leefden van veehouderij, voornamelijk rundvee en paarden, geiten en schapen. De oogst werd verzameld met bronzen sikkels en messen. Hun artefacten werden sterk beïnvloed door de Scythische kunst van de Pazyrykcultuur. Opvallend zijn grote koergans omheind met stenen platen, met vier verticale steles op de hoeken.
De Tagarcultuur wordt voorafgegaan door de Karasoekcultuur en opgevolgd door de Tescultuur en daaropvolgende Tasjtykcultuur. Ze zijn wel geïdentificeerd met de Dingling uit Chinese bronnen en waren waarschijnlijk Turks-talig.

## Periodes
De Tagarcultuur wordt verdeeld in drie fasen, die zich onderscheiden in grafvorm en vondstmateriaal.

### Bajnov-stadium
Het Bajnov-stadium van de Tagarcultuur is gedateerd in de 9e-8e eeuw v.Chr.. Er zijn duidelijke banden met de voorafgaande bronstijdculturen. De graven waren kleine vierkante met stenen omheinde steenkisten. De dode lag op zijn rug, zijn hoofd wees naar het noordoosten of zuidwesten. Typerend zijn keramische potten met rechte of sterk ingebogen bovendeel en uitgebogen rand. De versiering is relatief gevarieerd, en bestaat bijvoorbeeld uit rijen bultjes, inkepingen, groeven en canneluren.
Van bijzonder belang zijn de bronzen voorwerpen van de Tagarcultuur, die onder de naam "Minoesinsk-bronzen" al sinds de 18e eeuw bekend zijn. Onder deze bronzen voorwerpen zijn trekkoord-houders, messen en spiegels gevonden, waarin betrekkingen met de West-Siberische late Irmencultuur zichtbaar zijn.

### Podgornovo-stadium
Tijdens het volgende Podgornovo-stadium werden de graven toenemend met lage heuvels bedekt. Keramische en bronzen voorwerpen werden verder ontwikkeld en toonden complexe vormen, die betrekkingen met de proto-Scythische Aldy-Belcultuur in Toeva tonen. Gedurende deze tijd werd in de Tagar-kunst ook de dierenstijl overheersend, die zich b.v. in gestileerde vogelsnavels en rollende dieren manifesteerde.

### Sara Gasj-stadium

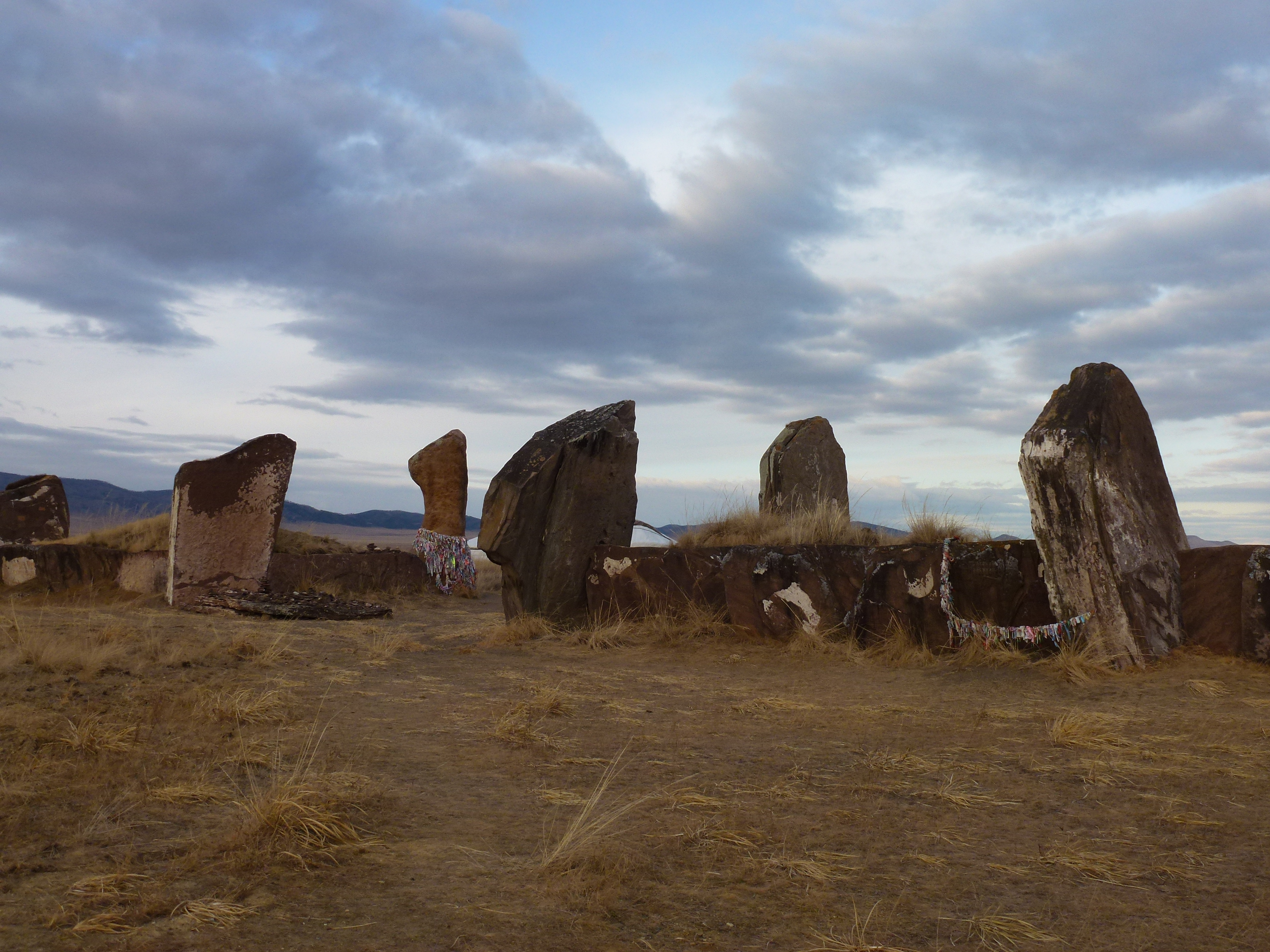
De grote koergan bij Salbyk

De laatste fase van de Tagarcultuur is het Sara Gasj-stadium uit de 5e-3e eeuw v.Chr.. De grafheuvels en steenzettingen worden steeds groter, en in de hoeken werden grote stenen opgericht, waardoor de karakteristieke "hoeksteenkoergans" ontstaan. Voor het eerst vindt men ook grote koergans, zoals bijvoorbeeld in Salbyk. In tegenstelling tot voorafgaande perioden vindt men bijna geen individuele graven meer, in plaats daarvan overheersen collectieve graven met tot 100 begrafenissen.
Het aardewerk werd in de Sara Gasj-periode eenvoudiger, de metalen voorwerpen daarentegen tonen de hoogtijdagen van de "Minoesinsk-dierstijl", welke nu een grote verscheidenheid aan dieren uitbeeldt.
In de 3e eeuw v.Chr. werd het Sara Gasj-stadium gevolgd door de Tescultuur, die de overgang naar de Tasjtykcultuur vertegenwoordigt.

## Cultuur
Veeteelt was de belangrijkste activiteit. De veestapel bestond uit 40% runderen, 40% schapen en geiten, en 20% paarden. De paarden waren nodig om onder diepe sneeuw nog gras te vinden.

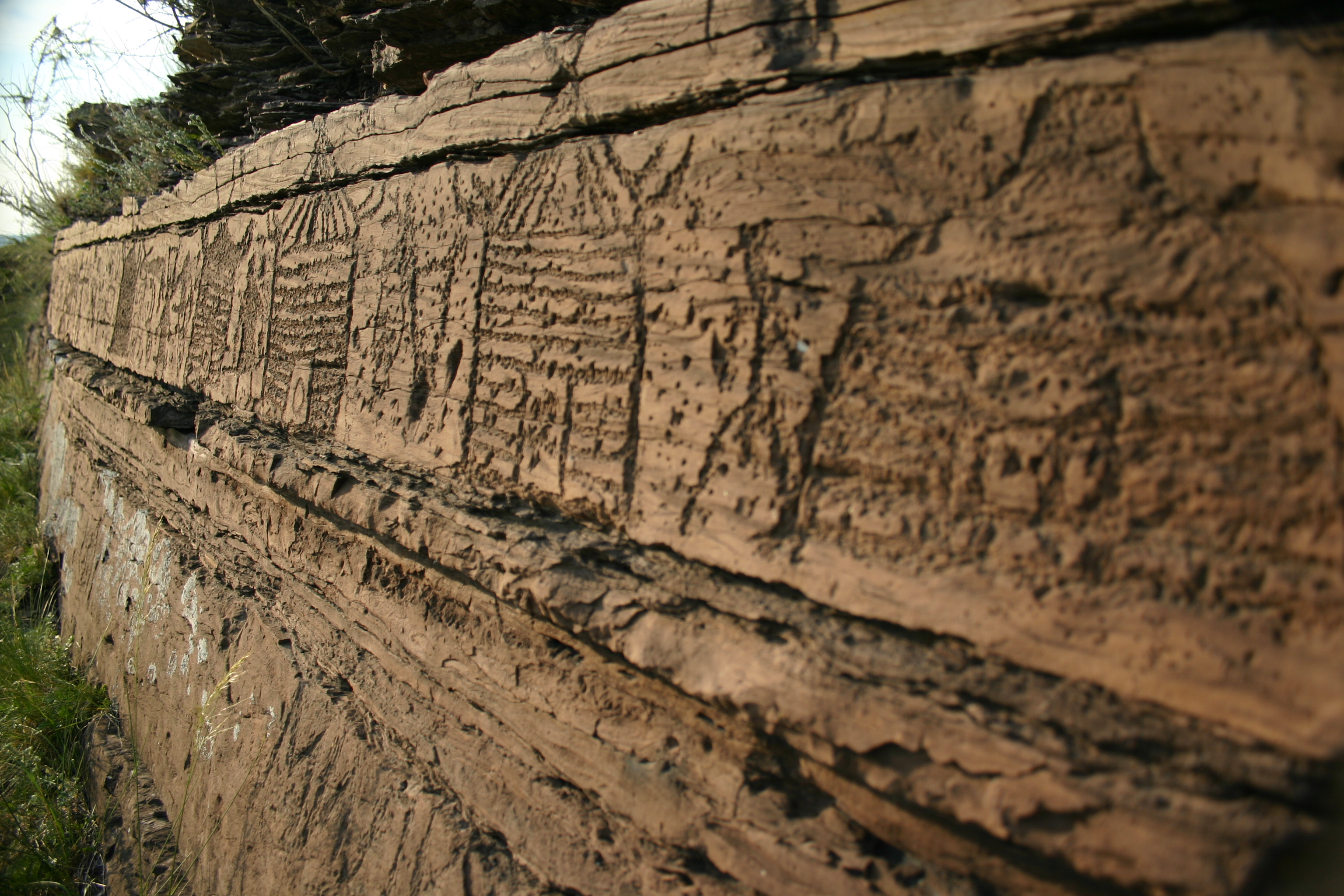
Rotstekeningen bij de Malaja Bojarskaja

Het is waarschijnlijk dat de Tagars een nomadisch leven leidden. Een in de rotsen afgebeeld dorp bestond uit huizen van boomstammen, waarnaast joert-achtige nomadenwoningen afgebeeld zijn. Op stenen grafsteles worden aangelijnde en gezadelde paarden en door paarden getrokken sledes afgebeeld.
Landbouw was de tweede belangrijkste activiteit. De aarde werd bewerkt met bronzen schoffels of houten schoffels met bronzen uiteinden, geoogst werd met bronzen sikkels, graan werd gemalen met stenen graanmolens en handmolens zoals ook de Chakassen later zouden gebruiken. Voornamelijk werden gierst en gerst verbouwd. Vooral zachte en vochtige gronden in de rivierdalen werden gebruikt, op droge plaatsen werden irrigatiesystemen met kanalen tot 15-20 km lang gebouwd.
Gejaagd werd individueel en als drijfjacht in grote groepen.
Keramiek werd geproduceerd zonder pottenbakkersschijf. Vaten van verschillende vormen werden gebruikt voor de opslag en bereiding van melkproducten en vlees.
Houtbewerking stond op een zeer hoog niveau. De houten structuren van grafkamers in de vorm van blokhutten tonen vaardigheid in timmerwerk. Uit hout werd een breed scala van wapens en huishoudelijke voorwerpen als houten schalen, borden en lepels geproduceerd. Van berkenbast werden bakjes en schalen gemaakt.
Weven, vervaardiging van wollen stoffen, leer- en bontbewerking zorgden voor comfortabele en duurzame kleding.
Mijnbouw en metallurgie bloeiden in het midden van de Tagar-periode. Het erts werd dicht bij de kopermijnen gesmolten in nederzettingen van metaalbewerkers. De meeste oude kopermijnen in het zuiden van Siberië behoorden tot de Tagarcultuur, die de samenstelling van verschillende bronslegeringen aanzienlijk verbeterden. De producten werden vaak geëxporteerd naar andere gebieden, vooral in de taiga en bossteppe van West- en Midden-Siberië.
Tegen het einde van het 1e millennium v.Chr. werden koper en brons geleidelijk vervangen door ijzer.
Woningen bestonden uit vier basistypen. In tijdelijke nederzettingen werden joerten en kegelvormige hutten gebruikt. Vaste nederzettingen bezaten rechthoekige woningen van hout en steen, met ernaast omheiningen voor klein vee. Behalve de haard in het huis stond buiten nog een kachel als symbool voor het gezin.

## DNA
Oud DNA geëxtraheerd uit de resten van zes mannen daterend uit de Tagarcultuur werd gedetermineerd als Y-chromosoom haplogroep R1a1. Gewonnen mitochondriaal DNA van twee vrouwelijke overblijfselen van deze culturele horizon was van de T3- en H-lijnen. Het onderzoek stelde vast dat de meerderheid van de individuen licht haar en blauwe of groene ogen had.